# Hemidactylus romeshkanicus
Hemidactylus romeshkanicus este o specie de gecko. Este endemic în Iran.